# 大化の改新
大化の改新（たいかのかいしん）は、皇極天皇4年（645年）6月12日、飛鳥板蓋宮の乙巳の変（蘇我入鹿の暗殺による蘇我氏の滅亡）に始まる一連の国政改革。狭義には大化年間（645年 - 650年）の改革のみを指すが、広義には大宝元年（701年）の大宝律令完成までに行われた一連の改革を含む。改革そのものは、中大兄皇子・大海人皇子の年若い両皇子の協力によって推進された。
この改革によって、豪族を中心とした政治から天皇中心の政治へと移り変わったとされている。この改革により、「日本」という国号及び「天皇」という称号が正式なものになったとする説もある。中大兄皇子と中臣鎌足は、退位した皇極天皇に代わり、その弟の軽皇子を即位させた（孝徳天皇）。孝徳天皇即位の直後から新たな時代の始まりとして、日本で初めての元号「大化」を定めたとされる。
改新の歴史的意義や実在性については様々な論点が存在し、20世紀後半には大きく見解が分かれていた。しかし21世紀に入り、前期難波宮の発掘調査による成果や7世紀木簡の出土などにより、当時の政治的変革を評価する傾向が主流を占めるようになっている。

## 概要
大化2年（646年）1月に改新の詔を出した。この改新の詔を以て大化の改新の始まりとする。ただし、藤原京の北面外濠から「己亥年十月上捄国阿波評松里□」（己亥年は西暦699年）と書かれた木簡が1967年12月に掘り出され郡評論争に決着が付けられたとともに、改新の詔の文書は『日本書紀』編纂に際し書き替えられたことが明らかになり、大化の改新の諸政策は後世の潤色であることが判明した。この時代に改革に向けた動きがあったことは確かとはされているものの、律令国家建設と天皇への中央集権化は乙巳の変以前の推古天皇、聖徳太子・蘇我馬子の功績であり、書かれていることは史実ではないことに注意する必要がある。。
詔として出された主な内容は以下の四条である。
1. それまでの天皇の直属民(名代･子代)や直轄地(屯倉)、さらに豪族の私地（田荘）や私民（部民）もすべて廃止し、公のものとする。（公地公民制）
2. 初めて首都を定め、畿内の四至を確定させた。また今まであった国（くに）、県（あがた）、郡（こおり）などを整理し、令制国とそれに付随する郡に整備しなおした。国郡制度に関しては、旧来の豪族の勢力圏であった国や県（あがた）などを整備し直し、後の令制国の姿に整えられていった。実際にこの変化が始まるのは詔から出されてから数年後であった。
3. 戸籍と計帳を作成し、公地を公民に貸し与える。（班田収授の法）
4. 公民に税や労役を負担させる制度の改革。（租・庸・調）

また詔の四か条に無いが、その他の制度に対しても大きな改革が行われている。
薄葬令
今まで陵墓は自由に作ることができたが、作ることの出来る陵墓を身分に合わせて規定し直した。殉死の禁止や、天皇陵の造営に費やす時間を7日以内に制限するなど、さまざまな合理化・簡素化が進められた。この薄葬令によって事実上、古墳時代は終わりを告げることになる。
習俗の改革
男女の法の整理
交通問題の解決
伴造、品部の廃止と八省百官の制定
従来の世襲制の役職であった伴造や品部を廃止し、特定の氏族が特定の役職を世襲する制度を廃止した（たとえば、物部氏であれば軍事を司り、中臣氏であれば祭祀を司る、など）。これと八省百官の制定によって、より能力主義的な官僚制への移行が行われた（しかし祭祀などの面では、中臣氏がこれを行うというように世襲制が残った役職もあったようである）。
大臣、大連の廃止
大臣・大連は、廃止になり、代わりに太政官が置かれ、左大臣・右大臣に置き換わった。大臣は臣の姓（かばね）から、大連は連の姓から出されることになっていたが、左大臣・右大臣（後に付け加わる太政大臣）などでは、臣・連の制約が無くなった。
冠位制度の改訂
聖徳太子の制定した冠位十二階を改定し、大化3年（647年）冠位十三階→大化5年（649年）十九階→天智3年（664年）二十六階へと改めた。これは従来、冠位十二階に含まれなかった、大臣・大連などを輩出する有力氏族を冠位制度へ組み込み、天皇を頂点とした中央集権的な序列をつける為の改革だと思われる。冠位の数が年々増加していったのは、膨大な人員を必要とする官僚制への切り替えにより、行政実務を担う下級官僚に与える冠位が不足したからと推測できる。（冠位・位階制度の変遷）
礼法の策定
職位に応じた冠、衣服、礼儀作法を制定した。冠位により身につけることの出来る衣服や礼法が決められた。冠位のない一般の良民は白い衣を身につける事とされ、これは白丁と呼ばれた。
大化の改新には、遣唐使の持ってきた情報をもとに唐の官僚制と儒教を積極的に受容した部分が見られる。しかしながら、従来の氏族制度を一挙に改変することは現実的ではないため、日本流にかなり変更されている部分が見受けられる。
政治制度の改革が進められる一方で、外交面では高向玄理を新羅へ派遣して人質を取る代わりに、すでに形骸化していた任那の調を廃止して朝鮮三国（高句麗、百済、新羅）との外交問題を整理して緊張を和らげた。唐へは遣唐使を派遣して友好関係を保ちつつ、中華文明の先進的な法制度や文化の輸入に努めた。また、越に渟足柵と磐舟柵を設けて、東北地方の蝦夷に備えた。
ただ、改革は決して順調とは言えなかった。大化4年（648年）の冠位十三階の施行の際に左右両大臣が新制の冠の着用を拒んだと『日本書紀』にあることがそれを物語っている。翌大化5年（649年）左大臣阿倍内麻呂が死去し、その直後に右大臣蘇我倉山田石川麻呂が謀反の嫌疑がかけられ、山田寺で自殺する。後に無実であることが明らかとなるが、政情は不安定化し、このころから大胆な政治改革の動きは少なくなる。650年に年号が白雉と改められ、この改元をもって大化の改新の終わりとされた。

## 研究史
大化改新が歴史家によって評価の対象にされたのは、幕末の紀州藩重臣であった伊達千広（陸奥宗光の実父）が『大勢三転考』を著して初めて歴史的価値を見出し、それが明治期に広まったとされている。しかし明治以降の日本史研究において古代史の分野は非常に低調で、王朝時代以降が主要な研究対象とされてきた。そんな中、坂本太郎は1938年（昭和13年）に『大化改新の研究』を発表した。ここで坂本は改新を、律令制を基本とした中央集権的な古代日本国家の起源とする見解を打ち出し、改新の史的重要性を明らかにした。これ以降、改新が日本史の重要な画期であるとの認識が定着していった。
しかし戦後、1950年代になると改新は史実性を疑われるようになった。坂本と井上光貞との間で行われた「郡評論争」により、『日本書紀』の改新詔記述に後世の潤色が加えられていることは確実視されるようになった。さらに原秀三郎が大化期の改革自体を日本書紀の編纂者による虚構とする研究を発表し、「改新否定論」も台頭した。
「改新否定論」が学会の大勢を占めていた1977年（昭和52年）、鎌田元一は論文「評の成立と国造」で改新を肯定する見解を表明し、その後の「新肯定論」が学会の主流となる端緒を開いた。1999年（平成11年）には難波長柄豊碕宮の実在を確実にした難波宮跡での「戊申年（大化4年・648年）」銘木簡の発見や、2002年（平成14年）の奈良県・飛鳥石神遺跡で発見された、庚午年籍編纂以前の評制の存在を裏付ける「乙丑年（天智4年・665年）」銘の「三野国ム下評大山五十戸」と記された木簡など、考古学の成果も「新肯定論」を補強した。
21世紀になると、改新詔を批判的に捉えながらも、大化・白雉期の政治的な変革を認める「新肯定論」が主流となっている。

## 乙巳の変（いっしのへん）

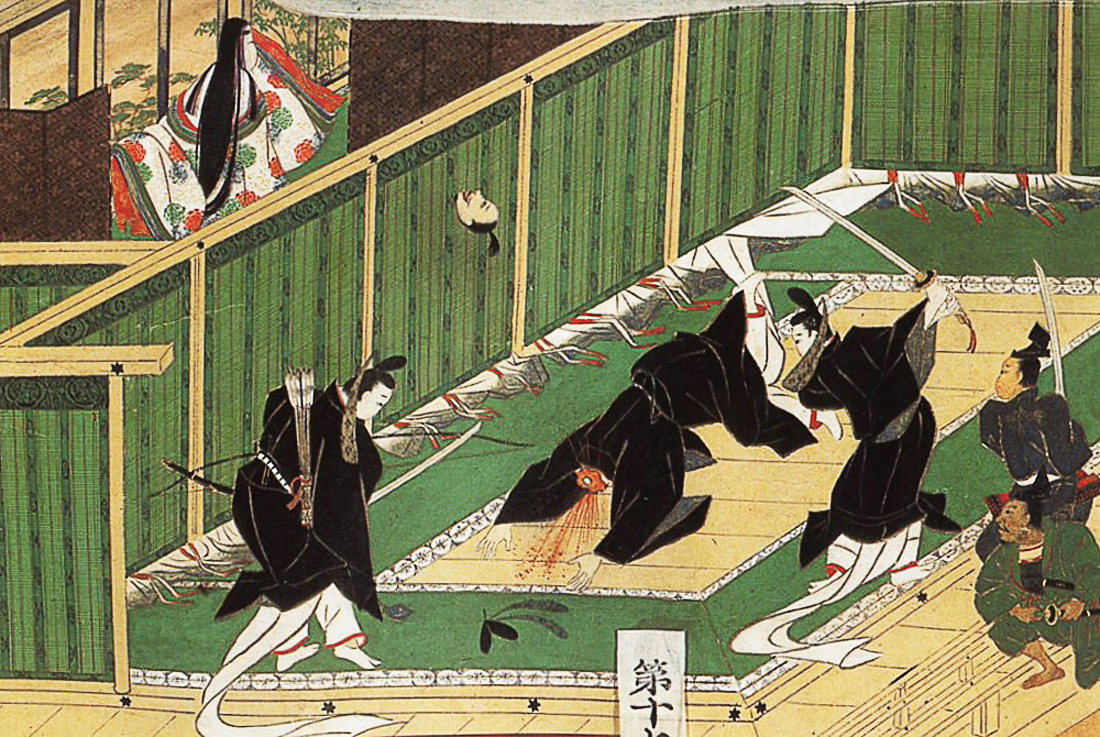
乙巳の変
江戸時代、住吉如慶・具慶の合作によって描かれたもの。左上は皇極女帝。
談山神社所蔵『多武峰縁起絵巻』（奈良県桜井市）

蘇我氏は蘇我稲目、馬子、蝦夷、入鹿の四代にわたり政権を掌握していた。中臣鎌足（後の藤原鎌足）は蘇我氏による専横に憤り、大王家（皇室）へ権力を取り戻すためまず軽皇子（後の孝徳天皇）と接触するも、その器ではないと諦める。
そこで鎌足は、中大兄皇子に近付くことにした。蹴鞠の会で出会う話は有名である。2人は共に南淵請安に学び、蘇我氏打倒の計画を練ることになった。中大兄皇子は、蝦夷・入鹿に批判的な蘇我倉山田石川麻呂（蘇我石川麻呂）の娘と結婚して石川麻呂を味方にし、佐伯子麻呂、葛城稚犬養網田らも引き入れる。
そして、皇極天皇4年（645年）6月12日、飛鳥板蓋宮にて中大兄皇子や中臣鎌足らが実行犯となり蘇我入鹿を暗殺。翌日には蘇我蝦夷が自らの邸宅に火を放ち自害。蘇我体制に終止符を打った。
この蘇我氏本宗家滅亡事件をこの年の干支にちなんで乙巳の変という。
この乙巳の変が大化の改新の第一段階である。

## 新政権の発足
皇極4年（645年）6月14日、乙巳の変の直後に皇極天皇は退位し、中大兄皇子に皇位を譲ろうとした。しかしそれを受けた場合、皇位を狙ったクーデターと捉えられかねず、中大兄と鎌足の協議の結果、皇弟の軽皇子が即位し孝徳天皇となり、中大兄皇子は皇太子となった。これは推古天皇の時代、聖徳太子が皇太子でありながら政治の実権を握っていたことに倣おうとしたと推定されている。新たに左右の大臣2名と内臣を置き、さらに唐の律令制度を実際に運営する知識を持つ国博士を置いた。この政権交替は、蘇我氏に変わって権力を握ることではなく、東アジア情勢の流れに即応できる権力の集中と国政の改革であったと考えられている。
- 天皇 孝徳天皇、皇太子 中大兄皇子
- 左大臣 阿部内麻呂臣（あべのうちまろのおみ）、右大臣 蘇我倉山田石川麻呂、内臣 中臣鎌足
- 国博士 高向玄理、国博士 旻

6月19日、孝徳天皇と中大兄皇子は群臣を大槻の樹に集め「帝道は唯一である」「暴逆（蘇我氏）は誅した。これより後は君に二政なし、臣に二朝なし」と神々に誓った。そして、大化元年と初めて元号を定めた。
8月5日、穂積咋を東国に国司として遣わし、新政権の目指す政治改革を開始した。これらの国司は臨時官であり、後に設置された国司とは別物である。計8組が遣わされ、どの地域に遣わされたかは定かではないが、第3組は毛野方面、第5組は東海方面と、後の復命の論功行賞から推定される。
鐘匱の制を定める。また、男女の法を定め、良民・奴婢の子の帰属を決める。
9月には、古人大兄皇子を謀反の罪で処刑した。皇子は蘇我氏の血を引いており、入鹿によって次期天皇と期待されていたが、乙巳の変の後に出家し吉野へ逃れていた。
12月、都が飛鳥から摂津難波に移り、難波長柄豊碕宮とした。

## 新政権の変遷
孝徳天皇と中大兄皇子は不和となり、白雉4年（653年）に中大兄皇子が難波宮から飛鳥京へ移ると群臣もこれに従い、孝徳天皇は完全に孤立し翌年に憤死する事件が起きた。この不和の背景は、孝徳天皇と中大兄皇子の間の権力闘争とも外交政策の対立とも言われているが、不明な点が多い。皇太子の中大兄皇子は即位せず、母にあたる皇極天皇が重祚して斉明天皇となった。
斉明天皇時代は阿倍比羅夫を東北地方へ派遣して蝦夷を討ち、朝廷の支配権を拡大させた。一方で政情不安は続き、658年に有間皇子が謀反を起こそうとしたとして処刑された。
660年、伝統的な友好国だった百済が唐・新羅の連合軍（唐・新羅の同盟）に攻められ滅びた。661年、百済の遺臣の要請に応じて中大兄皇子は救援の兵を派遣することを決め、斉明天皇と共に自ら朝鮮半島に近い筑紫へ赴くが、天皇はこの地で崩御する。662年、百済再興の遠征軍は白村江の戦いで唐・新羅の連合軍に大敗を喫し、百済は名実ともに滅亡する。
日本は朝鮮半島への足掛かりを失った上、逆に大国である唐の脅威に晒されることとなった（668年には新羅によって高句麗も滅亡する）。中大兄皇子は筑前や対馬など各地に水城を築いて防人や烽を設置し、大陸勢力の侵攻に備えて東の大津宮に遷都する一方、部曲を復活させて地方豪族との融和を図るなど、国土防衛を中心とした国内制度の整備に注力することになる。中大兄皇子は数年間称制を続けた後に、668年に即位した（天智天皇）。670年に新たな戸籍（庚午年籍）を作り、671年には初めての律令法典である近江令を施行している。
671年に天智天皇が崩御すると、天智天皇の同母弟である大海人皇子（後の天武天皇）と天智天皇の庶長子である大友皇子が不和となり、672年に壬申の乱が起きた。大海人皇子が皇位継承権の争奪戦に勝利し、大津宮から飛鳥浄御原宮へ遷都し即位した。天武天皇は改革をさらに進め、より強力な中央集権体制を築くことになる。

## 論議
蘇我入鹿暗殺のタイミングが三韓朝貢の儀の最中である点が挙げられる。当時の常識として外交儀式の最中にクーデターは起こさない。外交儀式中にクーデターを起こすことは、外交使節に対して国が内紛中で攻め込むに絶好の機会だと宣伝することと同義である。また、仮に三韓朝貢が暗殺者の虚構だったとすれば外交政策の中心人物である入鹿が気付かないはずがない。いずれにしても疑問があるとの指摘がある。

## 関連作品
- 難波宮

小説
- 倉田百三『大化の改新』

テレビドラマ
- 古代史ドラマスペシャル『大化改新』（NHK、2005年1月3日放送）

## 関連資料
- 木下正史『藤原京』中央公論新社、2003年、ISBN 4-12-101681-5
- 市大樹『飛鳥の木簡 : 古代史の新たな解明』中央公論新社〈中公新書〉、2012年。ISBN 9784121021687。全国書誌番号:22141292。
- 中村修也『偽りの大化改新』講談社〈講談社現代新書〉、2006年。ISBN 4061498436。全国書誌番号:21059764。
- 朝尾直弘『日本歴史大事典』小学館、2000年。ISBN 4095230010。全国書誌番号:20096498。